# Rodzaje prędkości powietrznych

## Podział prędkości
Podział prędkości zawarty w międzynarodowych przepisach:
| Nazwa | Rozwinięcie skrótu (ang.)   | Opis |
| ASIR  | Airspeed Instrument Reading | Prędkość wskazywana przez prędkościomierz bez żadnych poprawek. |
| IAS   | Indicated Airspeed          | Prędkość ASIR z poprawką na błąd laboratoryjny przyrządu |
| CAS   | Calibrated Airspeed         | Prędkość IAS po uwzględnieniu poprawki aerodynamicznej na błąd zabudowy przyrządu pomiarowego; prędkość CAS jest równa prędkości TAS w atmosferze standardowej na poziomie morza przy prędkościach nieprzekraczających 250 kt |
| EAS   | Equivalent Airspeed         | Prędkość CAS po uwzględnieniu poprawki na ściśliwość powietrza; prędkość EAS jest równa prędkości TAS w atmosferze standardowej na poziomie morza.                                                                            |
| TAS   | True Airspeed               | Prędkość rzeczywista lotu względem opływających statek powietrzny strug powietrza; jest to prędkość EAS uwzględniająca poprawkę związaną z wysokością lotu, temperaturą i wilgotnością powietrza.                             |
| GS    | Ground Speed                | Prędkość względem powierzchni ziemi; jest to wypadkowa wektorów prędkości TAS oraz wiatru. |

## Charakterystyczne prędkości statku powietrznego
| Nazwa | Rozwinięcie skrótu/opis (ang.)                                           | Opis |
| V1    | critical engine failure recognition speed                                | prędkość decyzji (o starcie) |
| V2    | takeoff safety speed                                                     | bezpieczna prędkość startu |
| Vs    | stall speed                                                              | prędkość przepadania; przy tej prędkości samolot utrzymuje lot poziomy przy krytycznym kącie natarcia i nie jest w stanie zwiększyć wysokości; zwiększenie kąta natarcia powoduje przeciągnięcie i utratę wysokości; poniżej tej prędkości samolot przepada, tj. traci wysokość niezależnie od kąta natarcia czy ustawienia powierzchni kontrolnych |
| Vs0   | stall speed in landing configuration                                     | prędkość przeciągnięcia w konfiguracji do lądowania (z wypuszczonymi klapami i podwoziem) |
| Vx    | best angle-of-climb speed                                                | prędkość najbardziej stromego wznoszenia (przyrost wysokości w funkcji przebytej odległości) |
| Vy    | best rate-of-climb speed                                                 | prędkość najszybszego wznoszenia (przyrost wysokości w funkcji czasu) |
| Vxse  | best single-engine angle-of-climb speed                                  | prędkość maksymalnego gradientu wznoszenia na jednym silniku |
| Vyse  | best single-engine rate-of-climb speed                                   | maksymalna prędkość wznoszenia na jednym silniku |
| Vfe   | flaps extended speed                                                     | prędkość maksymalna przy klapach wypuszczonych |
| Vno   | Maximum structural cruising speed or maximum speed for normal operations | dopuszczalna eksploatacyjna prędkość maksymalna. |
| Vne   | never exceed speed                                                       | dopuszczalna chwilowa prędkość maksymalna w spokojnym powietrzu, której przekroczenie może spowodować uszkodzenie konstrukcji samolotu (najczęściej z powodu flatteru) |
| Va    | design maneuvering speed                                                 | prędkość manewrowa (taka, przy której możliwe są pełne wychylenia sterów bez uszkodzenia konstrukcji samolotu) |
| Vb    | design speed for maximum gust intensity                                  | prędkość maksymalna w atmosferze burzliwej |
| Vc    | design cruise speed                                                      | projektowana prędkość przelotowa |
| Vd    | design dive speed                                                        | projektowana prędkość nurkowania |
| Vdf   | demonstration dive speed                                                 | maksymalna prędkość demonstrowana, nie może być większa od Vd |
| Vf    | designed flap speed                                                      | projektowa prędkość z klapami |
| Vfc   | maximum speed for stability characteristics                              | maksymalna prędkość zapewniająca stabilne własności lotne |
| Vh    | Maximum speed in level flight at maximum continuous power                | maksymalna prędkość w locie poziomym na maksymalnej mocy trwałej |
| V2min | minimum takeoff safety speed                                             | minimalna bezpieczna prędkość startu |
| Vle   | maximum landing-gear extended speed                                      | maksymalna prędkość z wypuszczonym podwoziem |
| Vlo   | maximum landing-gear operating speed                                     | maksymalna prędkość na której wyciągnięcie/wysunięcie podwozia jest bezpieczne |
| Vlof  | lift-off speed                                                           | prędkość oderwania |
| Vmc   | minimum control speed                                                    | minimalna prędkość lotu kontrolowanego |
| Vmca  | minimum control speed with critical engine out of ground effect          | minimalna prędkość lotu sterowanego z niepracującym silnikiem krytycznym poza efektem wpływu ziemi |
| Vmcg  | minimum control speed with critical engine out during takeoff run        | minimalna prędkość sterowania z niepracującym silnikiem krytycznym podczas rozbiegu |
| Vmo   | maximum operating speed                                                  | maksymalna prędkość eksploatacyjna |
| Vr    | rotation speed                                                           | prędkość rotacji (prędkość przy której samolot zaczyna być odrywany od ziemi) |
| Vref  | reference speed for final approach, normally 1.3Vso                      | prędkość progowa, zwykle 1.3Vso |
| Vtoss | takeoff safety speed for Category A rotorcraft                           | bezpieczna prędkość startu dla śmigłowców wykonujących lot w Kategorii A |
| Vs1   | minimum steady flight speed in specific configuration                    | minimalna prędkość lotu ustalonego w określonej konfiguracji |
| Vsse  | minimum safe single-engine speed                                         | minimalna bezpieczna prędkość lotu na jednym silniku |
| Vra   | rough air speed (turbulence penetration speed)                           | maksymalna prędkość lotu w atmosferze, w której dochodzi do gwałtownych zmian prędkości pionowej otaczającego powietrza |